# ГЕС-ГАЕС Нагано
ГЕС-ГАЕС Нагано (長野発電所) — гідроакумулювальна електростанція в Японії на острові Хонсю. Знаходячись перед ГЕС Юкамі, становить верхній ступінь каскаду на річці Kuzuryu, яка у місті Авара впадає до Японського моря.
У межах проєкту на Kuzuryu звели дві послідовні греблі:
- кам'яно-накидну  Kuzuryu висотою 128 метрів[1] та довжиною 355 метрів, яка потребувала 6,3 млн м3 матеріалу та утримує водосховище з площею поверхні 8,9 км2 і об'ємом 353 млн м3. Корисний об'єм при цьому складає 223 млн м3, з яких для протиповеневих заходів резервують 33 млн м3. В операційному режимі у водоймі припустиме коливання рівня поверхні між позначками 529 та 560 метра НРМ, з можливістю підвищення до 564 метрів НРМ під час повені;
- бетонну аркову Ваші висотою 44 метри та довжиною 277 метрів, що потребувала 113 тис. м3 матеріалу. Вона утримує водосховище з площею поверхні 0,62 км2 і об'ємом 9,7 млн м3 (корисний об'єм 6,1 млн м3), в якому припустиме коливання рівня в операційному режимі між позначками 450 та 461 метр НРМ.

До водосховища греблі Kuzuryu окрім власного стоку надходить додатковий ресурс від греблі Ітоширо, зведеній на однойменній правій притоці Kuzuryu. Від цієї бетонної гравітаційної споруди висотою 32 метри та довжиною 114 метрів, яка потребувала 20 тис. м3 матеріалу та утримує невеликий резервуар з об'ємом 0,9 млн м3, прокладений тунель довжиною близько 7 км, котрий на своєму шляху також сполучений з водозабором на Мінатодоя (ліва притока Ітоширо). Крім того, до греблі Ітоширо прямує інший тунель від розташованого за 0,7 км водозабору на Мікуні (права притока Ітоширо).
Зі сховища Kuzuryu через два водоводи довжиною по 0,11 км зі спадаючим діаметром від 5,6 до 4,6 метра ресурс подається у підземний машинний зал розмірами 69х19 метрів та висотою 33 метри. Тут встановили дві оборотні турбіни типу Френсіс потужністю по 113 МВт (загальна номінальна потужність станції рахується як 220 МВт), котрі використовують напір у 97,5 метра та забезпечують виробництво 356 млн кВт·год електроенергії на рік (при цьому 165 млн кВт·год споживаються на закачування води в режимі гідроакумуляції).
З нижнім резервуаром греблі Ваші машинний зал сполучений тунелем довжиною 0,57 км з діаметром 6,6 метра.